# TRS-80 Model 100

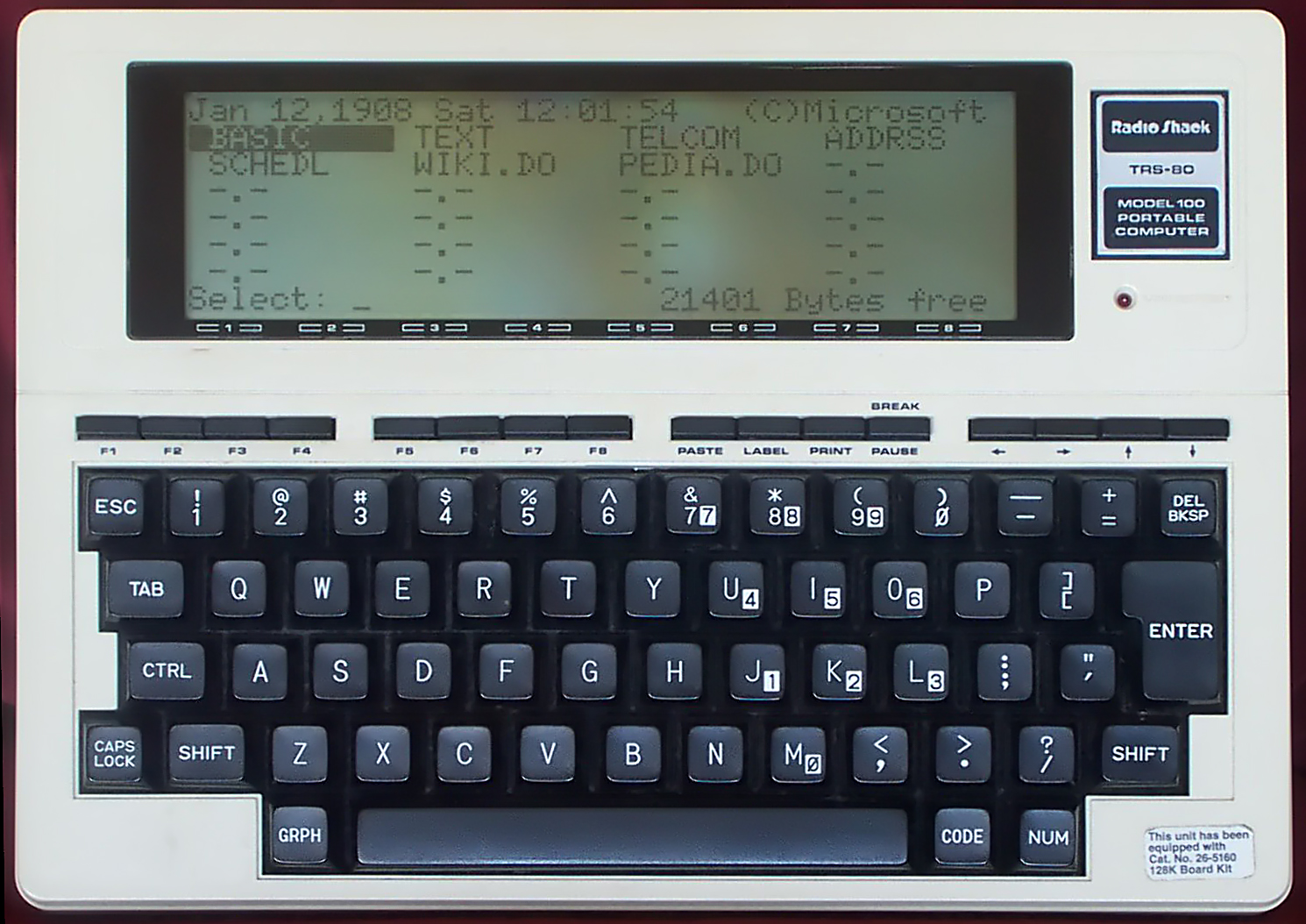
TRS-80 Model 100

TRS-80 Model 100 – komputer przenośny sprzedawany przez Tandy Corporation w swojej sieci sprzedaży RadioShack na początku lat 80. XX wieku w USA. Jeden z pierwszych komputerów oferujących pełnowymiarową klawiaturę, wyświetlacz ciekłokrystaliczny i zasilanie bateryjne. Był to licencjonowany produkt firmy Kyocera sprzedawany w Japonii jako Kyotronic 85.
Zaprojektowany w 1983 w firmie Kyocera. Na jego podstawie zbudowano także podobne konstrukcje Olivetti M-10 oraz NEC PC-8201 i NEC PC-8300.
TRS-80 Model 100 był ośmiobitowym komputerem z procesorem Intel 80C85 taktowanym zegarem 2,4 MHz, posiadał 32 KiB pamięci ROM oraz 8, 16, 24 lub 32 KiB statycznej pamięci RAM. Komputer wyposażony był w monochromatyczny wyświetlacz ciekłokrystaliczny o rozdzielczości 240×64 pikseli co umożliwiało wyświetlanie tekstu w trybie 40×8 znaków.
Nie był kompatybilny z innymi komputerami Tandy mającymi w nazwie TRS-80.

## Historia
Komputer został zaprojektowany w japońskiej firmie Kyocera i oferowany był na sprzedaż wyłącznie w Japonii jako Kyotronic 85. Początkowo nie zdobył zbytniej popularności. W późniejszym czasie licencja na jego budowę została zakupiona przez amerykańską firmę Tandy Corporation, która wprowadziła go do sprzedaży w sklepach RadioShack jako TRS-80 Model 100. W tej wersji został jednym z najbardziej popularnych komputerów Tandy, łącznie na całym świecie sprzedano go w ilości ponad sześciu milionów sztuk.
Model 100 był bardzo popularnym komputerem wśród dziennikarzy. Wewnętrzna, podtrzymywana bateryjnie pamięć, pozwalała na napisanie tekstu do długości 11 stron i przesłanie go za pomocą wbudowanego modemu. Komputer miał bardzo długi okres pracy wynoszący do 20 godzin, używając do tego zaledwie czterech baterii AA. Komfort pracy zapewniany był przez pełnej wielkości klawiaturę oraz błyskawiczny start, komputer był gotowy do pracy od razu po włączeniu go.

## Opis techniczny
Komputer używał 8-bitowego procesora Intel 80C85 taktowanego zegarem 2,4 MHz. Miał 32 kilobajty ROM-u w którym przechowywany był system operacyjny, Microsoft BASIC, program obsługi modemu (TELCOM), książka adresowa (ADDRSS), organizator (SCHEDL) i edytor tekstu (TEXT). W zależności od modelu, komputer miał 8, 16, 24 lub 32 kilobajty RAM-u. Wyświetlacz ciekłokrystaliczny miał rozdzielczość 8 linii tekstu po 40 znaków (240 × 64 piksle). Pełnowymiarowa, 56-przyciskowa klawiatura miała osiem programowalnych klawiszy funkcyjnych i cztery klawisze specjalne (commmand keys). Komputer miał wbudowany modem (300 baudów) i zestaw interfejsów zewnętrznych. Mierzył 300 × 215 × 50 mm i ważył 1,4 kg (z bateriami).